# Makkabäer

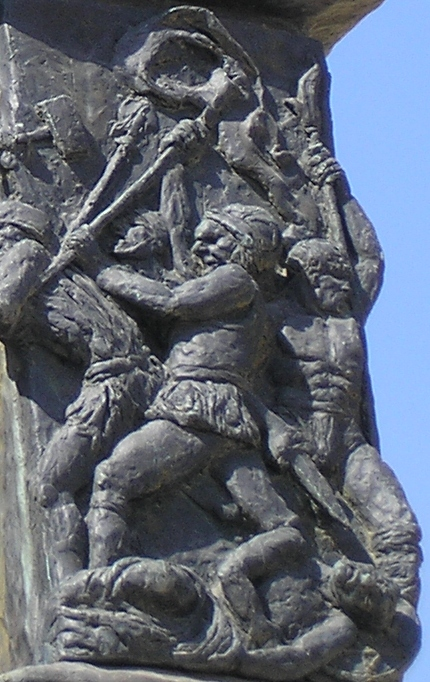
Der Makkabäeraufstand, Bildfeld an der großen Knesset-Menora

Die Makkabäer, hebräisch מַכַּבִּים Makkabbīm, altgriechisch Μακκαβαῖοι Makkabaioi, waren die Anführer eines jüdischen Aufstandes gegen das Seleukidenreich und die von diesem unterstützten einheimischen Gruppierungen. Sie begründeten nach ihrem Sieg das königliche und hohepriesterliche Geschlecht der Hasmonäer und erkämpften sich für ein Jahrhundert (165 v. Chr. bis 63 v. Chr.) eine Erbherrschaft über die Juden. Das jüdische Chanukka-Fest geht auf die damaligen Ereignisse zurück.

## Der Makkabäeraufstand

### Die Vorgeschichte des Aufstandes
Die Quellen liegen durchwegs in griechischer Sprache vor: die beiden Makkabäerbücher der Bibel und die Schriften des römisch-jüdischen Historikers Flavius Josephus. Diese deuten den Aufstieg der Makkabäer als einen jüdischen Freiheitskampf gegen die makedonische Fremdherrschaft. Aber das Geschehen, vor allem die Phase von 168 bis 164 v. Chr., lässt sich auch als innerjüdischer Bürgerkrieg interpretieren. Die Berichte in den Makkabäerbüchern und bei Flavius Josephus schildern die Ereignisse aus der Sicht der späteren Sieger und sind daher, wie die neuere Forschung herausgearbeitet hat, nur bedingt vertrauenswürdig. In diesem Konflikt standen jene Juden, die von den makedonischen Seleukiden gestützt wurden, einer anderen Gruppierung gegenüber, die sich von der Macht ausgeschlossen sah und sich schließlich unter Führung der Makkabäer gewaltsam erhob.
Da es seit der Eroberung von Jerusalem (587/586 v. Chr.) keine Könige der Juden mehr gab, lag die politische Macht vor allem beim Hohepriester, dessen Amt nun, mutmaßlich unter ägyptischem Einfluss, erblich geworden war. Im dritten Jahrhundert v. Chr. hatten Seleukiden und Ptolemäer erbittert um die Kontrolle Judäas gekämpft, was die Bildung einer pro-seleukidischen Partei und einer pro-ptolemäischen Partei innerhalb des Judentums zur Folge hatte, die von den Priesterdynastien der Oniaden bzw. den Tobiaden angeführt wurden. Bereits in dieser Zeit scheinen Teile der jüdischen Elite die griechische Lebensweise angenommen zu haben, auch wenn der Bericht der Makkabäerbücher rückblickend etwas anderes suggeriert: Traditionelle Priesterschulen und hellenistische Einrichtungen wie Gymnasion und Ephebeion koexistierten damals in Jerusalem. Der Tobiade Hyrkanos wurde zuletzt von seinen innenpolitischen Gegnern vertrieben und zog sich ins heutige Jordanien zurück, wo er ein eigenes Heiligtum für Jahwe errichten ließ. 
Als der seleukidische König Antiochos III. um 200 v. Chr. im fünften syrischen Krieg die Ptolemäer schließlich besiegte und ihnen endgültig Koilesyrien abnahm, kam auch der jüdische Priesterstaat unter seleukidische Oberhoheit. Bald wurden die Könige in die innerjüdischen Machtkämpfe verwickelt: Während der Herrschaft von Antiochos IV., der großen Bedarf an Steuergeldern hatte, wandte sich ein hellenisierter Jude namens Jason, Bruder des damaligen Hohepriesters Onias III., an den König, damit dieser ihm den Posten des Hohepriesters verschaffe. Jason löste seinen Bruder im Amt ab, nachdem er Antiochos IV. als Gegenleistung eine Erhöhung der jährlichen Tribute versprochen hatte. Er und seine Partei trieben die Hellenisierung Jerusalems und der jüdischen Eliten offenbar voran.
172 v. Chr. erkaufte sich ein weiterer hellenisierter Jude namens Menelaos, der nicht zum Hohepriestergeschlecht der Oniaden gehörte, das Hohepriesteramt bei Antiochos IV. und vertrieb Jason. Er war es auch, der es dem insbesondere durch Reparationszahlungen an Rom belasteten Antiochos mehrfach erlaubte, durch seine Amtsträger den Jerusalemer Tempelschatz zu plündern. Die Stadt wurde zudem auf Wunsch führender Juden als griechische Polis reorganisiert, womit möglicherweise der Zweck verfolgt wurde, bestimmte Gruppen von der politischen Teilhabe auszuschließen. 
Doch die Machtkämpfe ebbten nicht ab, im Gegenteil. Als sich Antiochos IV. 168 v. Chr. auf einem Feldzug gegen Ägypten befand und das falsche Gerücht aufkam, er sei gefallen, kehrte Jason nach Jerusalem zurück und versuchte, seine alte Stellung gewaltsam zurückzuerlangen. Es kam zu einem Bürgerkrieg mit Menelaos. Der aus Ägypten zurückkehrende Antiochos wurde von Jasons Gegnern alarmiert, legte die Unruhen als Revolte gegen seine Herrschaft aus, eroberte Jerusalem und errichtete laut den Makkabäerbüchern eine befestigte Militärsiedlung, die Akra (griech. „Festung“), in seiner Nähe. Außerdem verbot er in der Stadt laut den Makkabäerbüchern wenig später angeblich die Ausübung des traditionellen jüdischen Kultes, der ihm vielleicht als Symbol des Widerstandes galt, und wandelte den Jerusalemer Tempel in ein Heiligtum für Zeus um: Im Rahmen einer Interpretatio Graeca wurde der für die Griechen namenlose Gott JHWH nun im Sinne einer kosmopolitischen Öffnung mit Zeus gleichgesetzt. Damit wurde aber das Machtmonopol des jüdischen Gottes und seiner Priester gebrochen, was den Widerstand ethnozentristischer Juden hervorrief.
Die jüdische Kultpraxis wurde allerdings offenbar nicht etwa durch die griechische, sondern vielmehr durch eine westsemitische ersetzt, in welcher Gott nicht durch ein Kultbild, sondern in Gestalt eines heiligen Steines verehrt wurde. Damit dürften die Seleukiden den Wünschen vieler Einheimischer nach einer „Modernisierung“ entsprochen haben, während andere provoziert wurden.
Antiochos IV., dem es vor allem darum ging, den ewigen Unruheherd, zu dem Palästina aufgrund der innerjüdischen Konflikte geworden war, zu befrieden, stützte sich auf jene Angehörigen der einheimischen Elite, die mit seiner Unterstützung über ihre Mitbürger herrschen wollten, und forderte als Zeichen der Loyalität wohl auch Opfer für die Königsfamilie, wie dies im Seleukidenreich spätestens seit Antiochos III. allgemein üblich war (hellenistischer Herrscherkult). Dass dabei auch Schweinefleisch geopfert wurde, war in den Augen vieler Menschen allerdings eine Provokation. Unklar ist, ob die Initiative hierfür wirklich von Antiochos ausging, oder ob eher seine Anhänger in Jerusalem hinter der Aktion standen.

### Der Beginn des Aufstandes – Judas Makkabäus
Das Religionsedikt des Antiochos IV. provozierte die alten, nunmehr von der Macht ausgeschlossenen Eliten noch mehr, erregte aber auch den Unmut der ländlichen, vom Hellenismus kaum berührten Bevölkerung. Viele Aristokraten, die mit der herrschenden proseleukidischen Partei verfeindet waren, zogen sich daher aufs Land zurück und wiegelten die einfache Bevölkerung auf, die ohnehin unter der hohen Steuerlast litt. Nachdem einer von diesen Aristokraten, ein jüdischer Priester namens Mattatias aus dem Geschlecht der Hasmonäer, in seiner Heimatstadt Modiʿin zum Opfer für Antiochos aufgefordert worden war, erstach er einen Juden, der das Opfer vollziehen wollte, und erschlug den seleukidischen Boten (1 Makk 2,26 ). Dann zog er sich mit seinen Söhnen und einigen Getreuen in die Wüste zurück. Seine Tat markierte den offenen Bruch mit den Seleukiden.
Als er ein Jahr darauf starb, übernahm sein Sohn Judas mit dem Beinamen Makkabäus (von aramäisch Makkaba, der Hammer) die Führung des Aufstandes. Diesem gelang es mittels Guerilla-Taktiken, mehrere kleine Armeen der Seleukiden zu schlagen, während Antiochos IV. selbst gerade einen Krieg im Osten seines Reiches führte. Judas führte auch Feldzüge in Gebiete benachbarter Stämme an, die allerdings wohl noch nicht den Charakter von Eroberungszügen hatten. Der Konflikt war stark religiös aufgeladen, denn um sich von ihren jüdischen Feinden abzugrenzen, inszenierten die Makkabäer sich als radikale Juden und führten in großem Maße Zwangsbeschneidungen durch. Andererseits zögerten sie nicht, gegen die jüdischen Gesetze zu verstoßen, wenn sie sich hiervon Vorteile versprachen: So überraschte Judas seine Feinde, indem er auch am Schabbat kämpfte.
Schließlich gelang es Judas sogar, Jerusalem einzunehmen und den angeblich entweihten Tempel wieder zu reinigen. Dieses Ereignisses wird noch heute während des Chanukkafestes gedacht. Sein Kampf profitierte davon, dass Antiochos IV. 164 v. Chr. starb und unter seinen Generälen ein Kampf um die Vormundschaft für seinen jungen Sohn Antiochos V. ausbrach. Dieser Kampf endete allerdings, als Demetrios I., ein Neffe von Antiochos IV., aus Rom zurückkehrte, seinen kleinen Cousin ermorden ließ und selbst den Seleukidenthron bestieg. Er führte den Krieg gegen die Makkabäer fort und unterstützte die jüdischen Gegner der Makkabäer. Als Judas 160 v. Chr. im Kampf gegen Demetrios’ General Bakchides fiel, war dies ein schwerer Schlag für die Sache der Aufständischen.

### Seleukidische Thronwirren und Triumph der Makkabäer – Jonatan und Simon

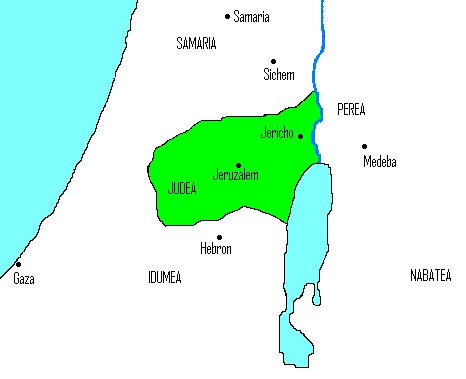
Judäa unter Judas Makkabäus

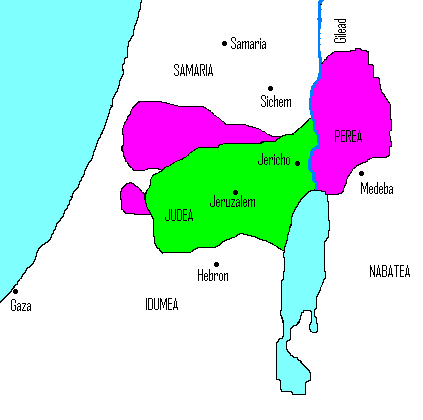
Judäa unter Jonatan
Situation im Jahr 160 v. Chr.
Erobertes Gebiet

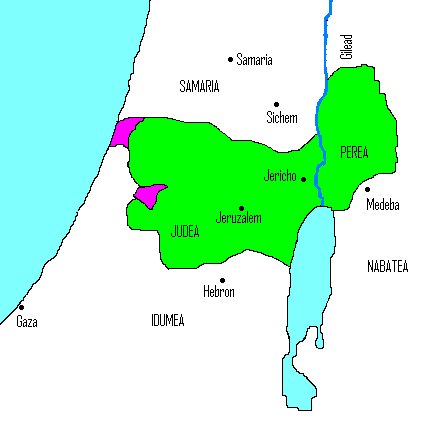
Eroberungen des Simon

Nach Judas’ Tod wurde sein Bruder Jonatan Anführer des Aufstandes. Ihm kam zugute, dass Demetrios I. mittlerweile nicht mehr unangefochtener Herrscher des Seleukidenreiches war, sondern von dem Usurpator Alexander I. Balas bedroht wurde. Beide Thronprätendenten wandten sich nun an Jonatan und versuchten, ihn mit Zugeständnissen auf ihre Seite zu ziehen. Alexander Balas verlieh ihm sogar das Amt des Hohepriesters. Der Usurpator konnte sich schlussendlich zwar durchsetzen, unterlag kurz darauf allerdings Demetrios’ Sohn Demetrios II. Der Kampf um den Thron wurde nun von diesem und dem General Diodotos Tryphon weitergeführt, was die Position des Jonatan noch weiter stärkte. Dies änderte sich auch nicht, als Tryphon durch Verrat Jonatan in Akko gefangen nehmen konnte und ermorden ließ. Mit Simon wurde der letzte der Mattatias-Söhne Anführer des Aufstandes und Hohepriester. Simon gelang es schließlich auch, mit der Akra das letzte Symbol seleukidischer Herrschaft in Judäa zu beseitigen. Unter seinem Sohn Johannes Hyrkanos I. kam es noch einmal zu Kämpfen mit dem Seleukidenkönig Antiochos VII., die allerdings 134 v. Chr. mit einem Friedensschluss endeten. Danach waren die Seleukiden schon bald zu schwach, um außerhalb Syriens noch eine aktive Politik zu betreiben. Ohne ihre Unterstützung brach der innerjüdische Widerstand gegen die Makkabäer zusammen.

### Judäa nach dem Aufstand
Die Dynastie wurde nach dem Tod des Johannes Hyrkanos I. von dessen Sohn Aristobulos I. weitergeführt, der erstmals den Königstitel annahm und diesen mit dem Amt des Hohepriesters verband. Nun öffnete man sich auch jenen Einflüssen, die man während des Krieges noch als unjüdisch verteufelt hatte; so trug das Königtum der Hasmonäer deutliche Züge der hellenistischen Monarchie, verband diese allerdings mit theokratischen Elementen. Das Hasmonäerreich betrieb eine aktive Eroberungspolitik, die anscheinend auch Zwangskonvertierungen der umgebenden Stämme zum Judentum einschloss, und konnte bis zur Eroberung Jerusalems durch Pompeius 63 v. Chr. seine Unabhängigkeit bewahren. Die Herrscherdynastie, die ab 63 v. Chr. nur noch die Hohepriester stellen durfte, fand 37 v. Chr. mit der Einnahme Jerusalems durch den Idumäer Herodes, ein nur mehr angeheiratetes Mitglied der Familie, ihr Ende.

## Makkabäer oder Hasmonäer?
Der Name Makkabäer leitet sich ab von Makkabäus (von aramäisch Makkaba, der Hammer), dem Beinamen des Mattatias-Sohnes Judas, und wird meist gebraucht, um Angehörige dieser Familie während der Zeit des Aufstandes zu bezeichnen. Für die Königsdynastie, welche sie begründeten, hat sich die Bezeichnung Hasmonäer eingebürgert, die sich vom Namen eines Vorfahren des Mattatias, eines gewissen ᾿Ασαμωναίος, herleitet. Die Begründung der Dynastie geht auf Simon zurück, dem die Ämter eines Hohenpriesters und Ethnarchen von Judäa im Jahr 141 v. Chr. durch eine Volksversammlung verliehen wurden, die unter seinen Nachfahren erblich wurden (1 Makk 14,41-49 ). Sein Enkel Aristobulos I. nahm später zusätzlich den Königstitel an, den aber nicht alle seine Nachkommen trugen. Von dieser Dynastie sind die Nachkommen der anderen Makkabäer zu unterscheiden, so führte beispielsweise der Historiker Flavius Josephus seine Abstammung zurück auf Jonatan, den Hohenpriester und Makkabäer.

Territoriale Entwicklung im östlichen Mittelmeerraum und dem Seleukidenreich um 100 v. Chr.

Das Hasmonäerreich; orange: von Johannes Hyrkanos I. annektierte Territorien, der von 135 bis 104 v. Chr. in Judäa regierte.

## Hasmonäische Herrscher
- Alexander Jannäus
- Aristobulos I
- Aristobulos II
- Johannes Hyrkanos II
- Johannes Gaddi
- Johannes Hyrkanos I.
- Jonatan Apphus
- Judas Makkabäus
- Mattatias
- Salome Alexandra
- Simon Thassi

## Rezeption

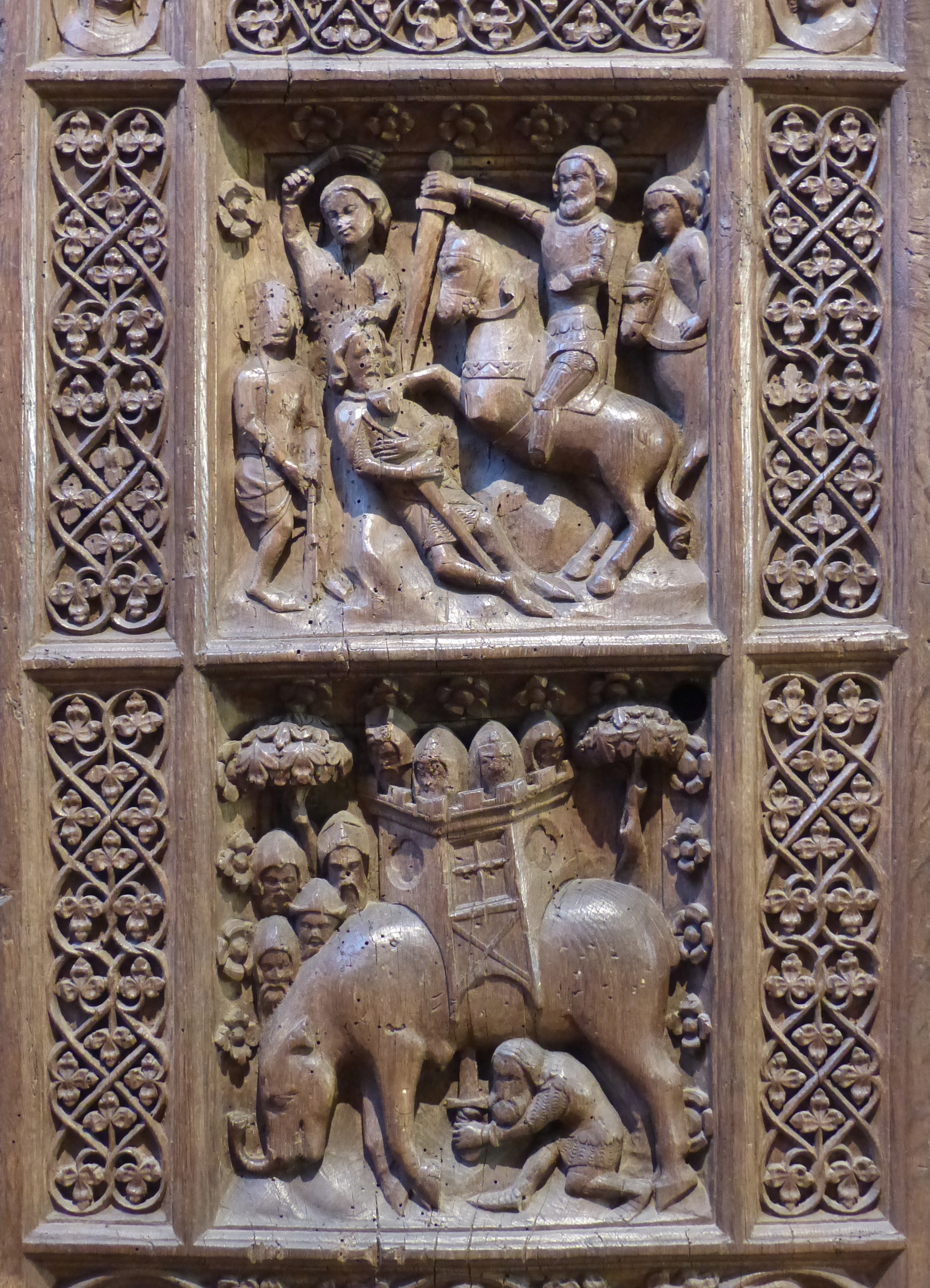
Tod des Mattatias (1 Makk 2, 50) und Selbstopfer des Eleazar (1 Makk 6, 46). Relief um 1360 am Chorgestühl im Bremer Dom

Die Geschichte der Makkabäerzeit wird in den deuterokanonischen bzw. apokryphen alttestamentlichen Büchern 1. Makkabäer, 2. Makkabäer und 4. Makkabäer dargestellt (das dritte Makkabäerbuch behandelt trotz seines Namens die Makkabäer nicht). Diese Quellen verwendet Flavius Josephus, der im 1. Jahrhundert n. Chr. lebte, in seiner Geschichte des jüdischen Krieges (gr. Ἱστορία Ἰουδαϊκοῦ πολέμου πρὸς Ῥωμαίους, lat. De bello Iudaico) und in Jüdische Altertümer (lat. Antiquitates Judaicae, auch unter dem Titel Jüdische Archäologie bekannt), im Buch XII.
Die Rezeption der Makkabäergeschichte in Literatur und Kunst des christlichen Mittelalters ist nur schwach ausgeprägt. Ikonographische Belege konzentrieren sich auf Bibelillustrationen (in der Katholischen Kirche gelten die beiden Makkabäerbücher als – deuteronkanonischer – Teil des Alten Testaments). Das Relief (Abb.) auf dem Chorgestühl des Bremer Doms blieb ein Sonderfall. Vom frühen 14. Jahrhundert an gehörte Judas Makkabäus zum Kanon der in Bild und Wort idealisierten Neun Helden. Eine Auseinandersetzung mit dem Thema aus humanistischer Sicht stellt der Makkabäerschrein, eine Goldschmiedearbeit von 1506/1527 in der Kölner Kirche St. Andreas dar. Er enthält angeblich die Gebeine der 7 Makkabäerbrüder und ihrer Mutter. Die Darstellungen auf dem Schrein erzählen vom grausamen Martyrium der 7 Brüder (2 Makk 7 ), das in Parallele zur Passion Christi gestellt wird.
Literarisch bzw. musikalisch wurde das Thema bearbeitet von
- Georg Friedrich Händel: Judas Maccabaeus (Oratorium)
- Otto Ludwig: Die Makkabäer. Trauerspiel in 5 Akten. 1852
- Zacharias Werner: Die Mutter der Makkabäer. Tragödie in 5 Aufzügen. 1820
- Howard Fast: My Glorious Brothers. 1948

In der heutigen Zeit tragen weltweit viele jüdische Sportvereine den Namen Maccabi, in Erinnerung an die Heldentaten der Makkabäer, so zum Beispiel Maccabi Tel Aviv. Eine englische Indie-Rockband trägt den Namen The Maccabees; der Name des Musikers Macka B spielt ebenso auf die Makkabäer an.
Die katholische und die orthodoxe Kirche verehren die sieben Brüder als Heilige (Gedenktag am 1. August).